# Imst
Imst város Ausztriában, Tirol tartományban. Az Inn folyó mellett fekszik, 55 km-re nyugatra Innsbrucktól. A település az adminisztratív központja Imsti járásnak (Bezirk) is.

## Városrészei
- Oberstadt (Felső város)
- Unterstadt (Alsó város)
- Auf Arzill
- Brennbichl
- Gunglgrün
- Am Grettert
- Sonnberg
- Weinberg
- Hoch-Imst
- Teilwiesen

## Története

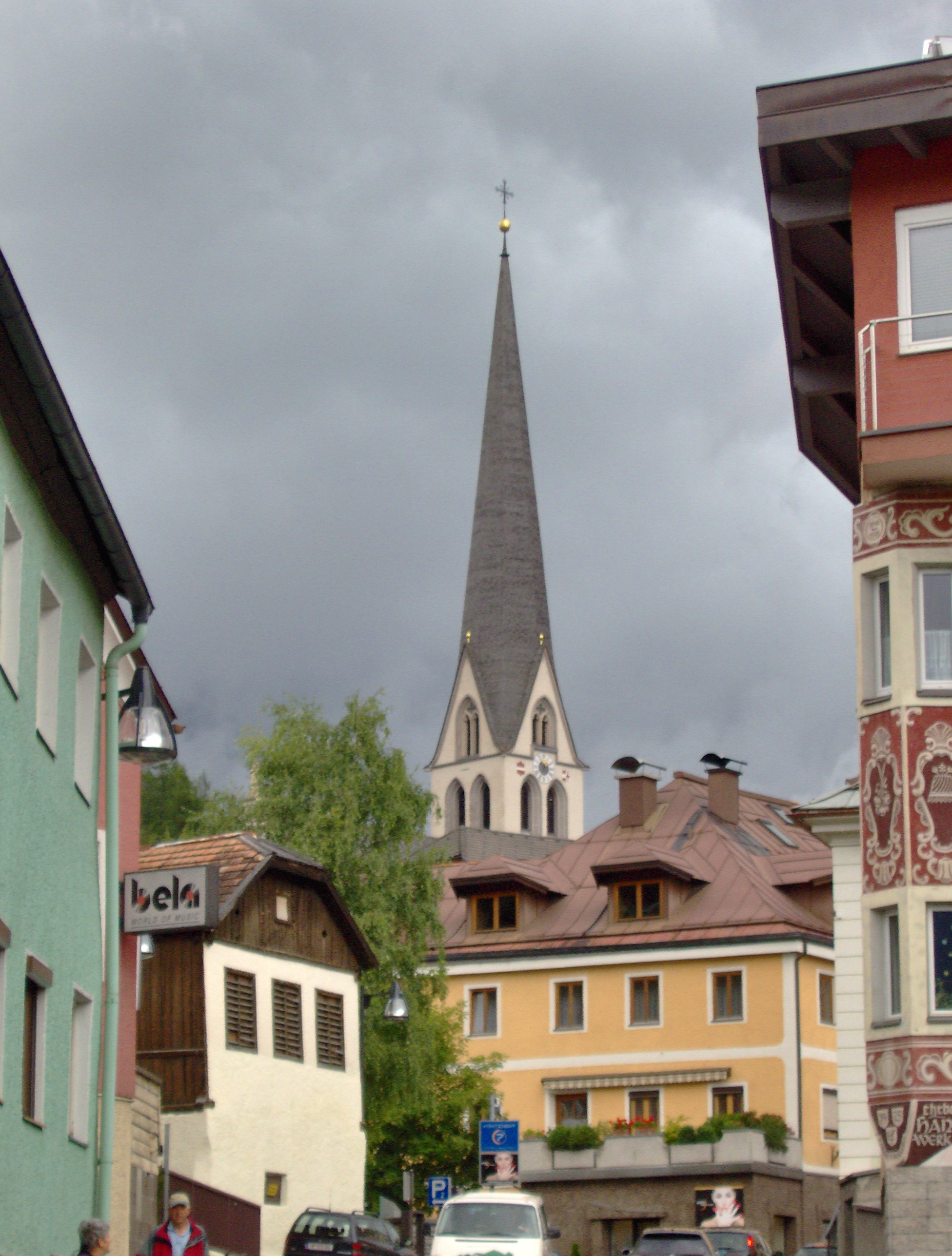
Imst 84 méter magas gótikus temploma

Imst egykor kelta település volt, melynek a rómaiak az "oppidum Humiste" nevet adták. Az itteni letelepedés oka a környék nemesfémbányászata volt. Az itteni bányákra később a tiroli grófok is rátették kezüket, majd a scharnitzi kolostornak ajándékozták. A település 1282-től szerzett piactartási jogot, a városi rangot és az ezzel járó városi jogokat azonban csak 1898-ban szerezte meg. 1500 körül a Fuggerek is élénk kereskedelmet folytattak itt, ipara 1700 körül vált ismét virágzóvá. Iparát máig sem vesztette el, mivel fontos utak kereszteződésében fekszik, faipara, textilipara ma is jelentős, de mellette az idegenforgalom az ami nagy hasznot hajt a városnak.
Imst történetéhez tartozik lakosainak a 16.-19. században folytatott nagymérvű kanáritenyésztése, melyeknek pompás ketreceket is gyártottak, s a madarak bejárták egész Európát, Carl Zeller a 19. század végének osztrák operettszerzője A madarás című operettet is írt róluk. 1898-ban Imst városi jogot kapott.
A település népi nevezetességei közé tartozik még az "Imster Schemenlaufen", mely egy évszázadokra visszanyúló vidám álarcos farsangi felvonulás, amelyet régebben minden környékbeli faluban megtartottak, ma már csak háromban, Köztük Imstben rendeznek meg. Az imsti felvonulást 3-4 évenként rendezik meg. Látványos, vidám farsangi mulatság. Imsten kívül csak Nassereith és Thaur rendezi meg.

## SOS gyermekfalu
1949-ben Hermann Gmeiner alapította az első gyermekfalut Imst város Sonnberg kerületében. Azóta az SOS gyermekfalu hálózat világszerte már több mint 450 hasonló jellegű faluval rendelkezik.

## Nevezetességek
- Farsangi felvonulás (Imser Schemenlaufen)
- Pfarrkirche Mariä Himmelfahrt

## Galéria

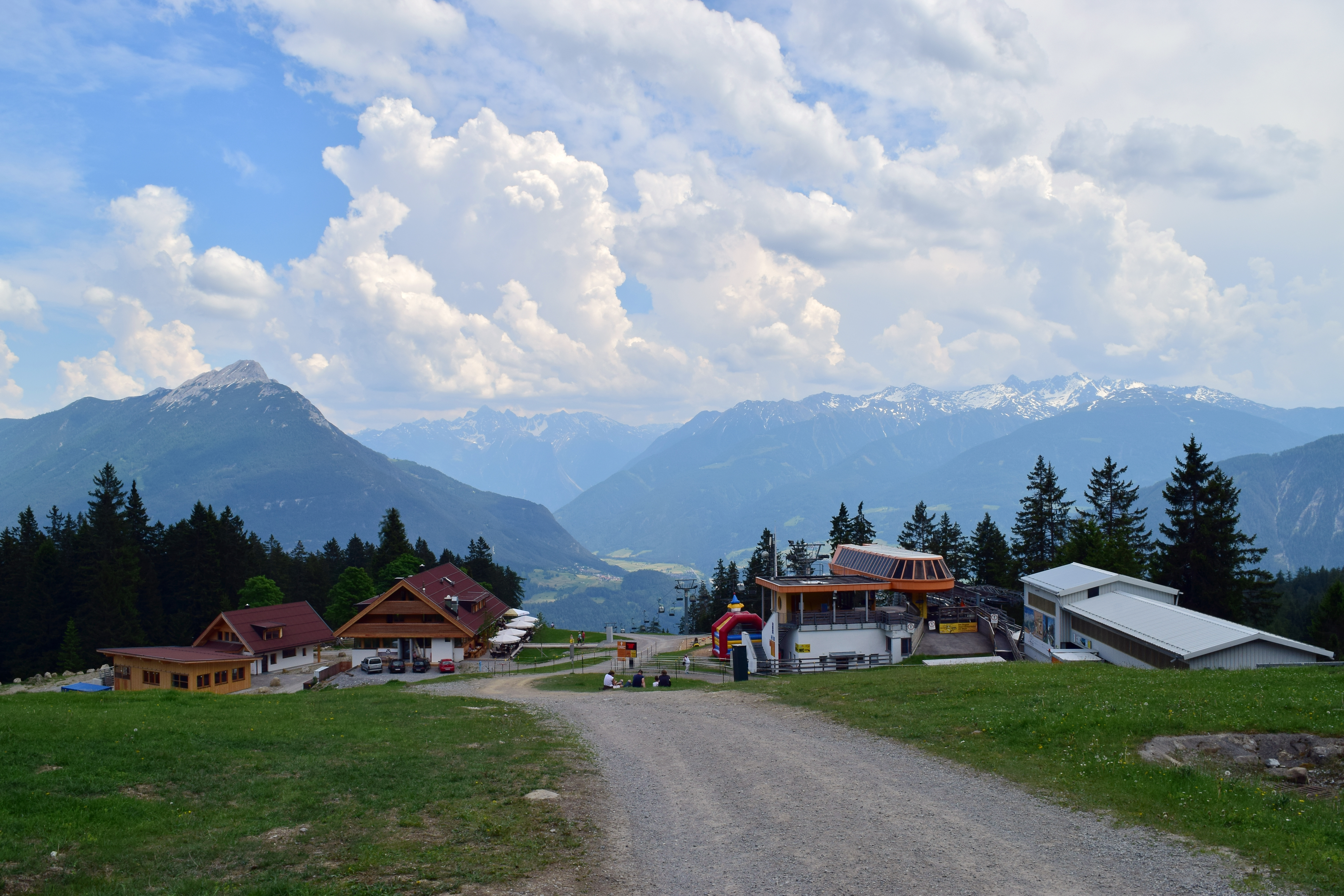
Imst környéke
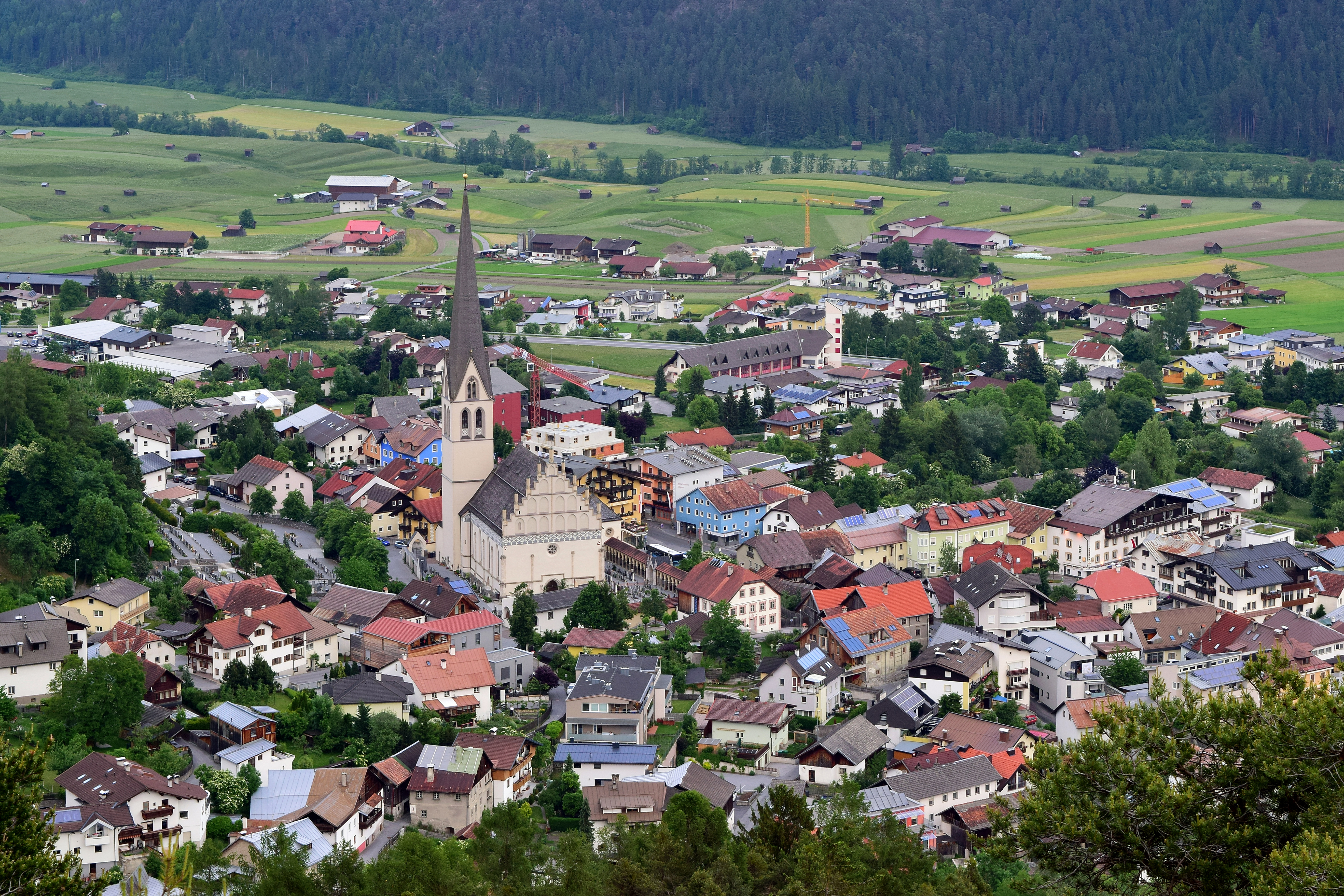
A város látképe a Mariä Himmelfahrt templommal
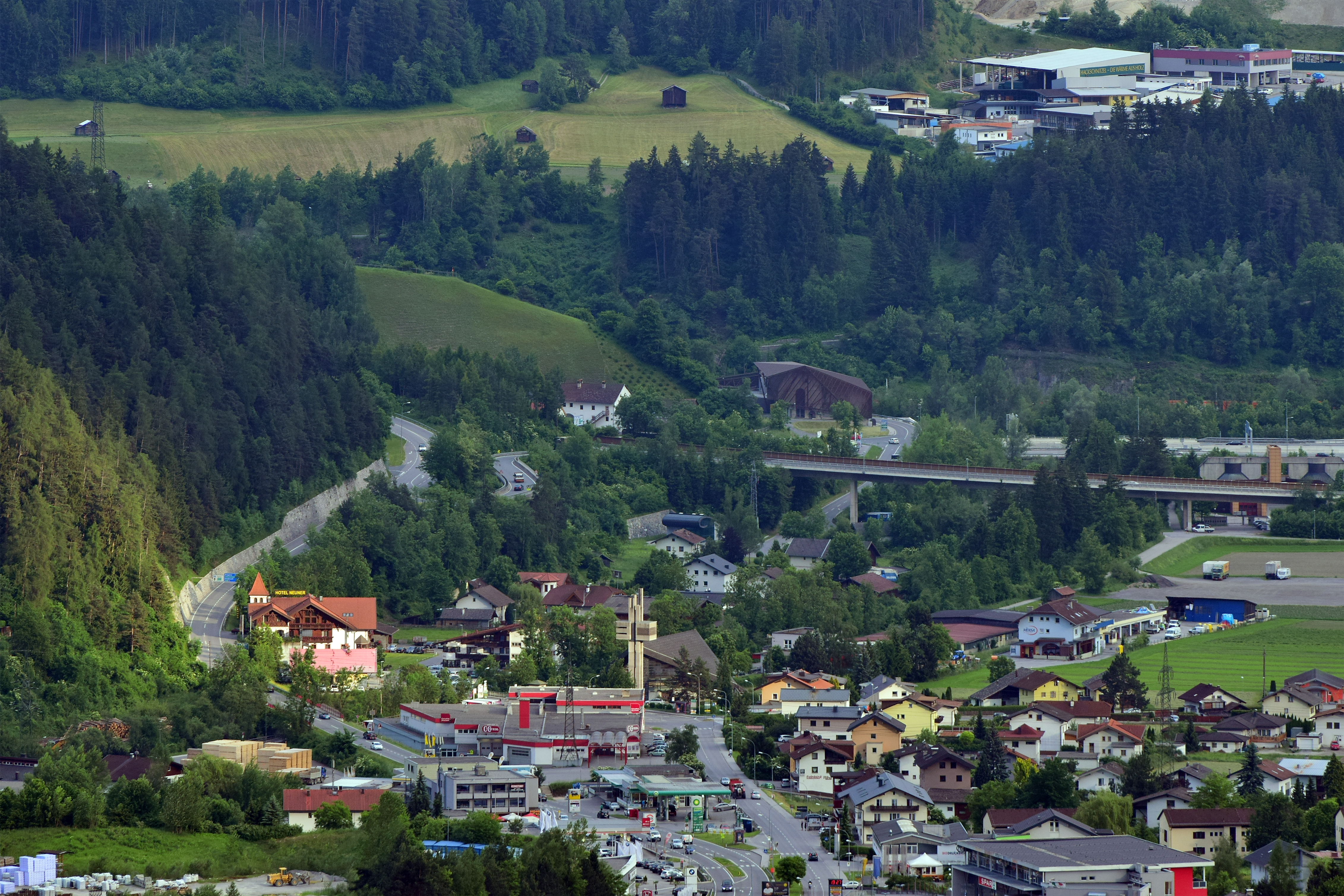
Imst, részlet
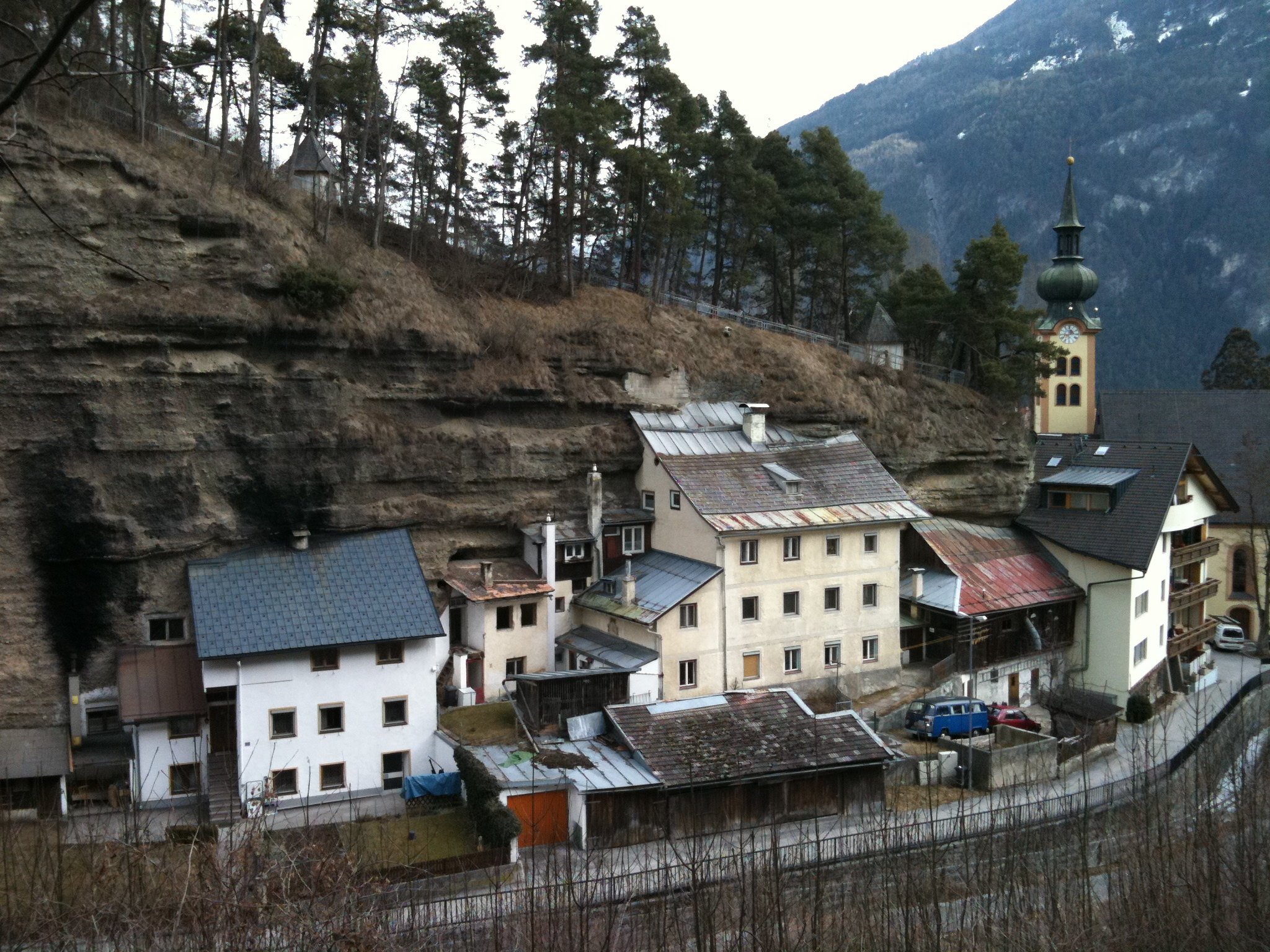
Imst, részlet
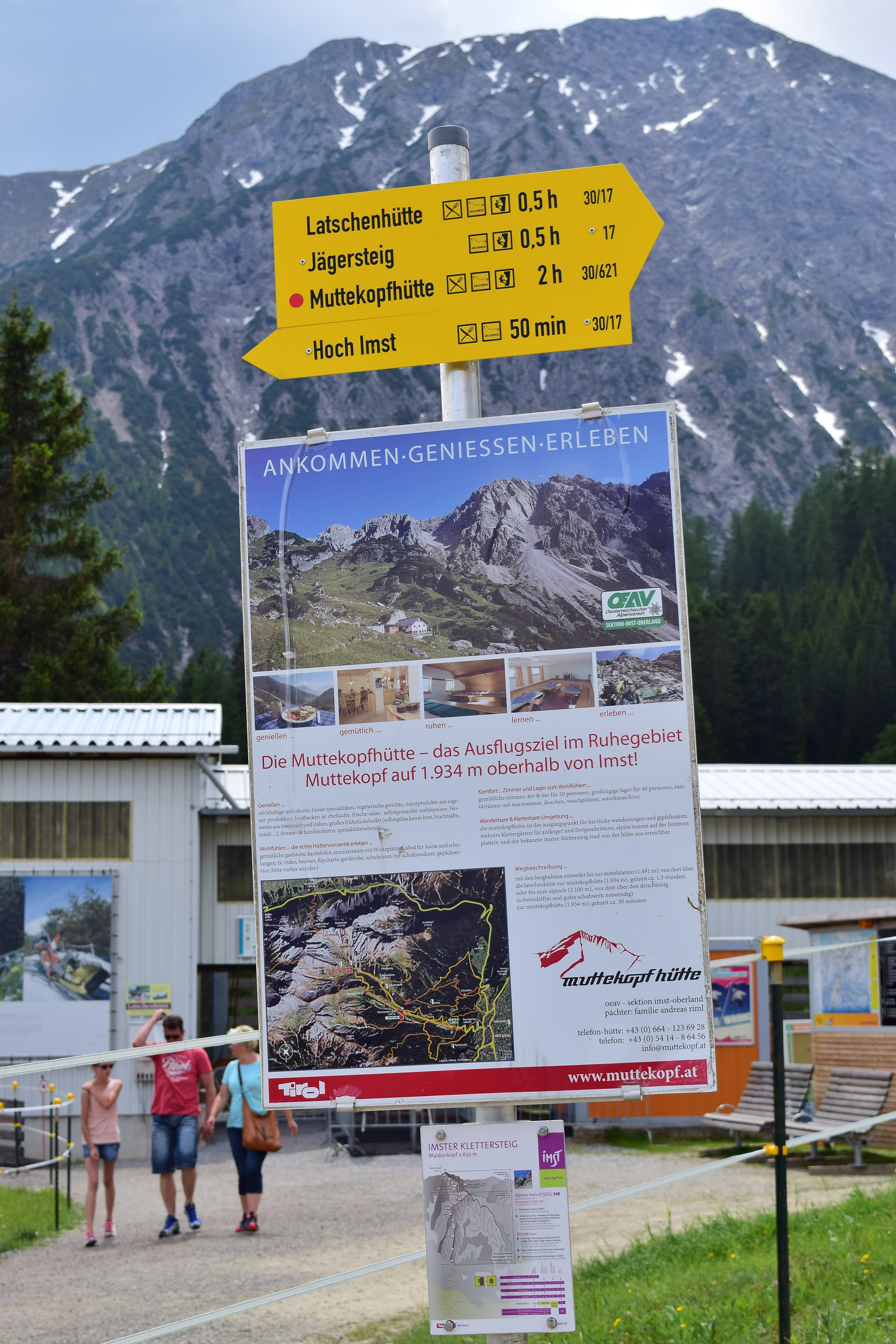
Imst, információs tábla a környékről
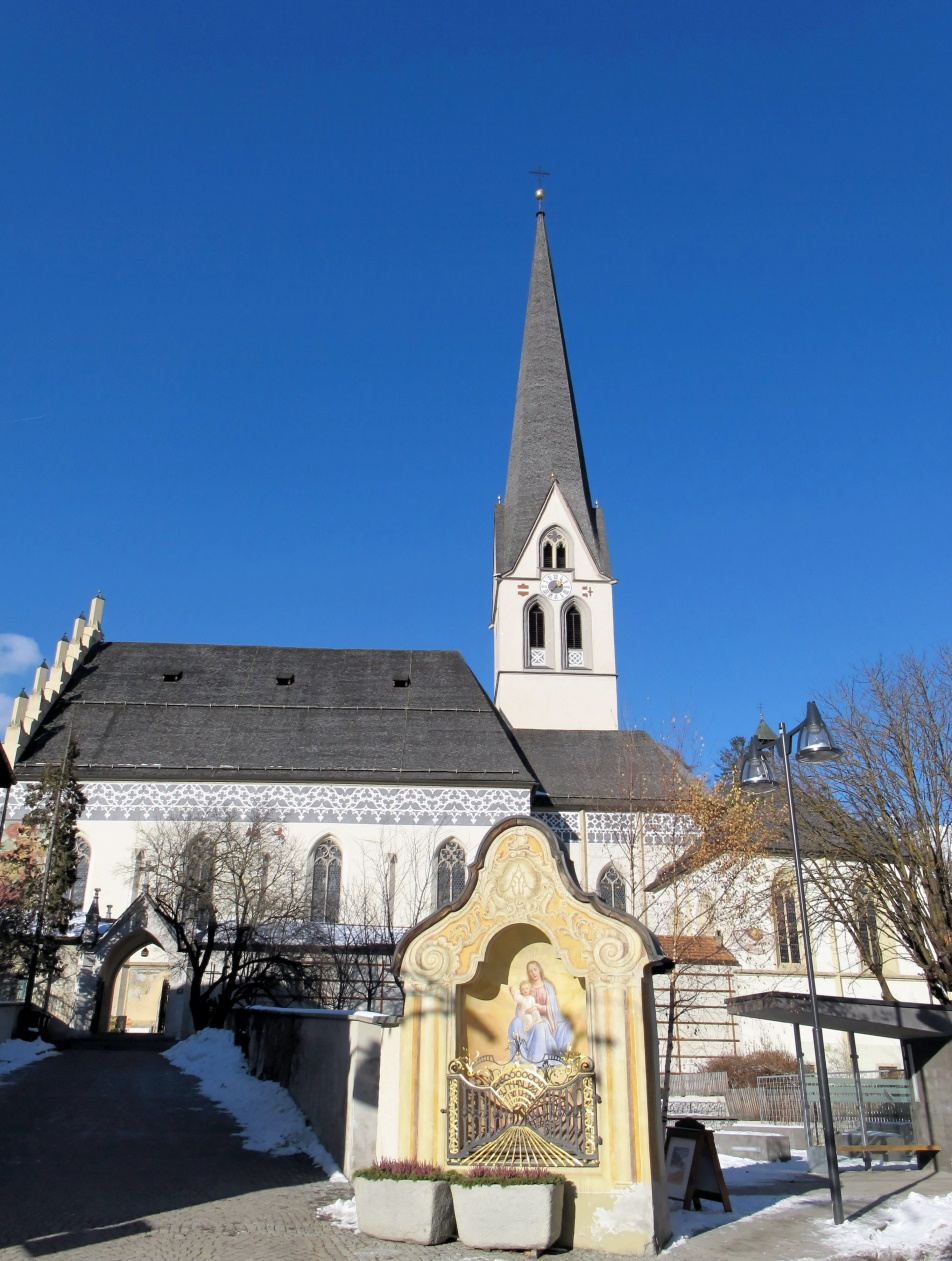
Mariä Himmelfahrt templom
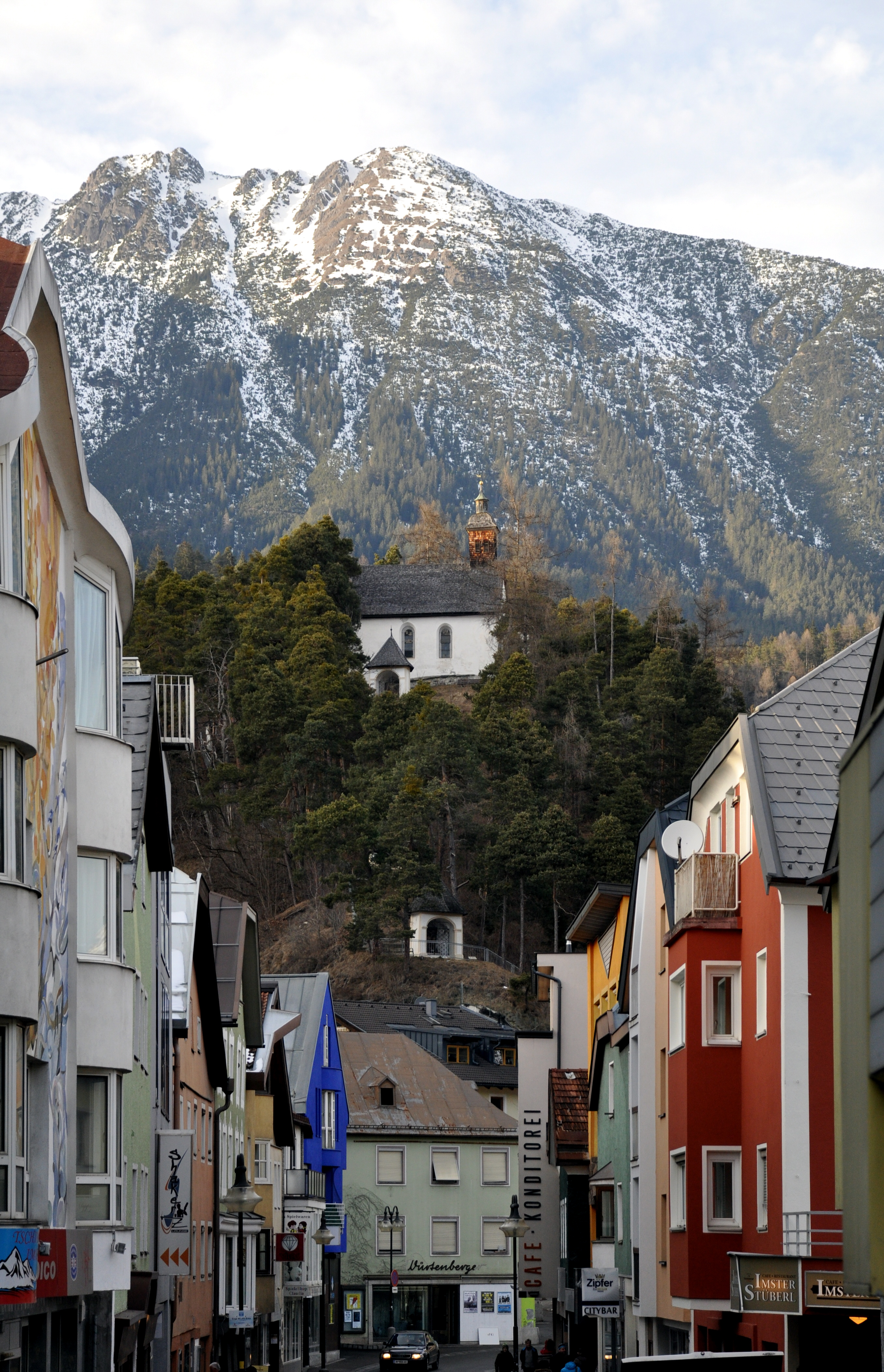
Imst
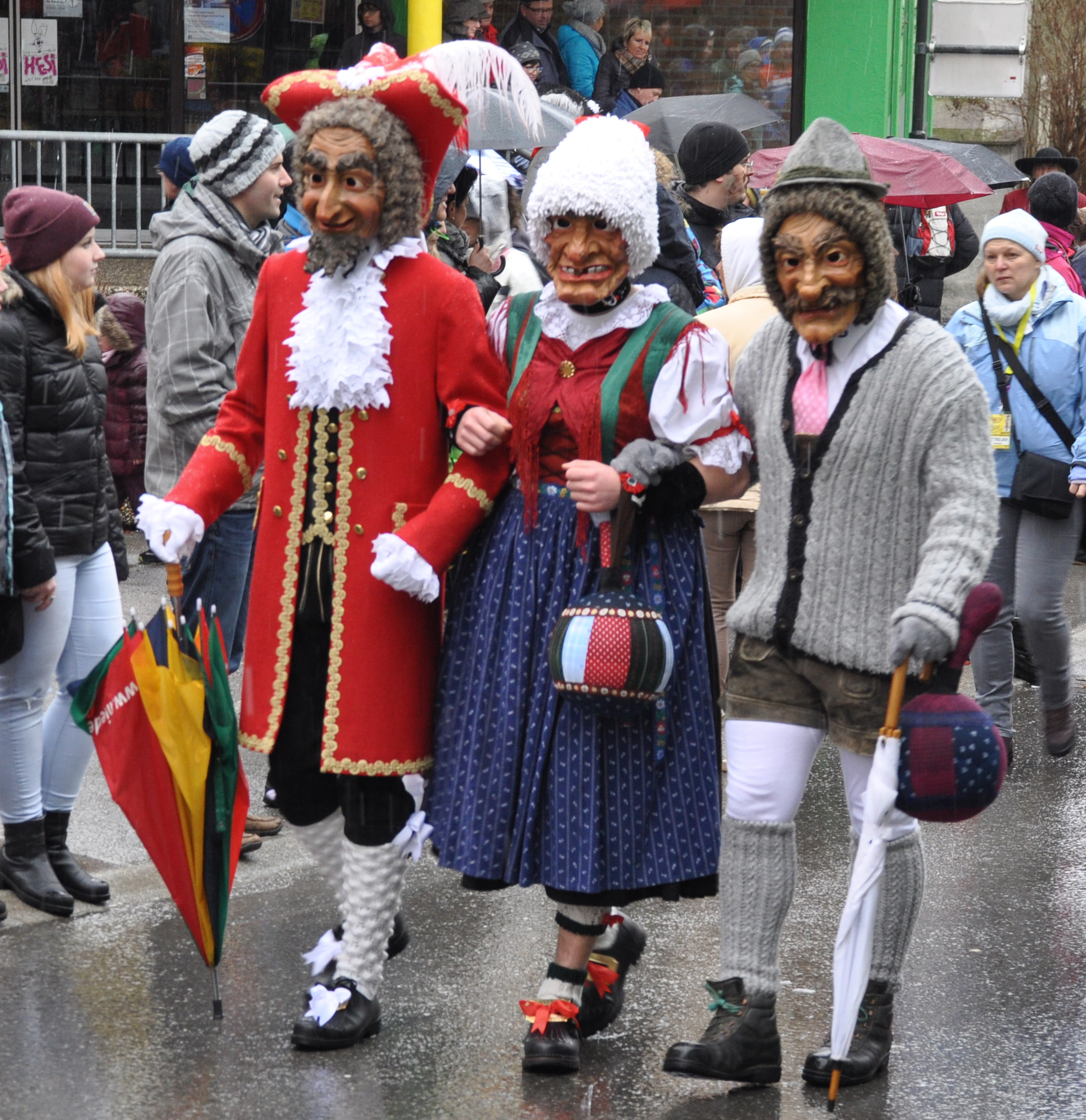
Farsangi felvonulás részlete
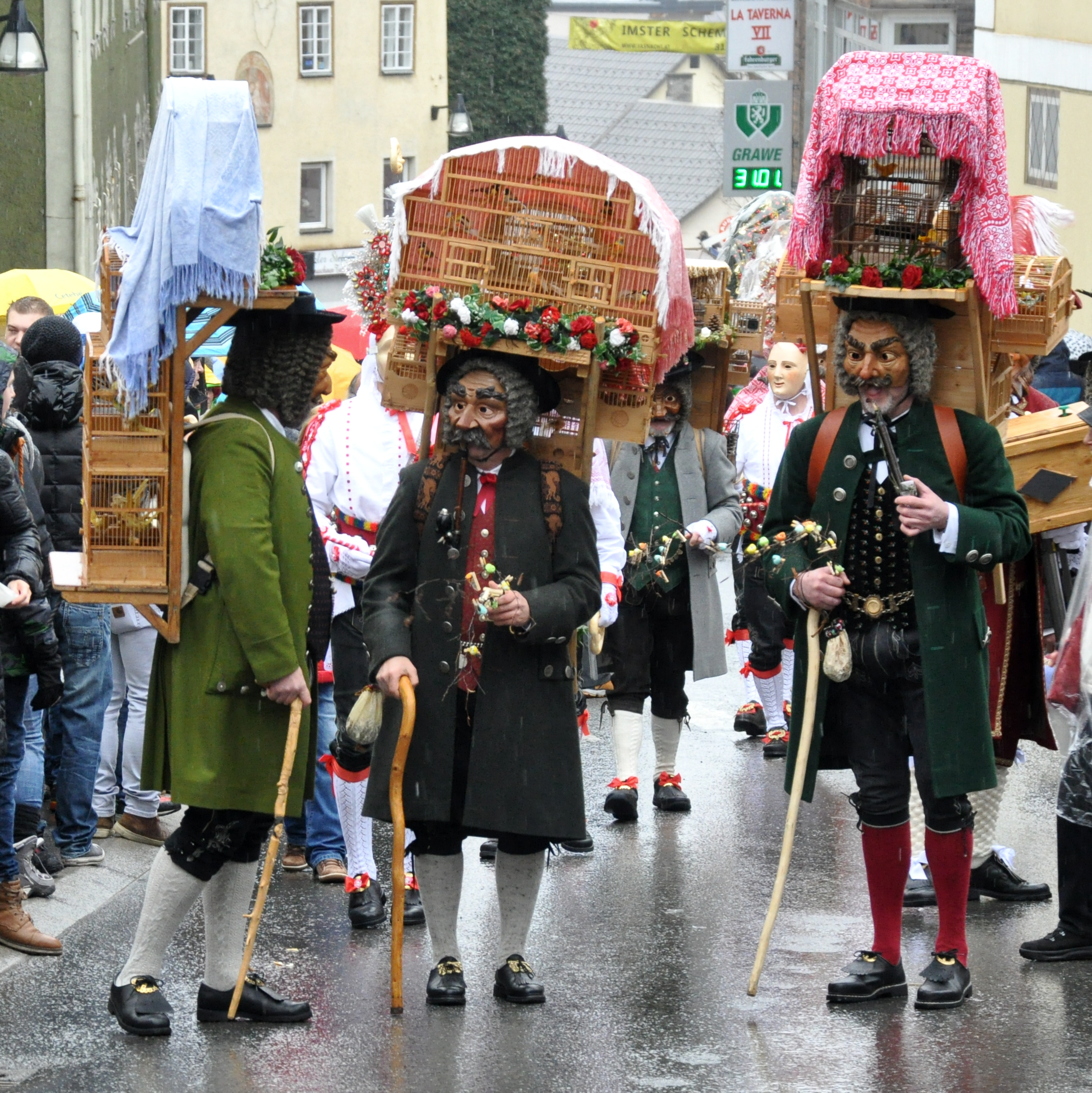
A farsangi felvonulás kalitkákkal
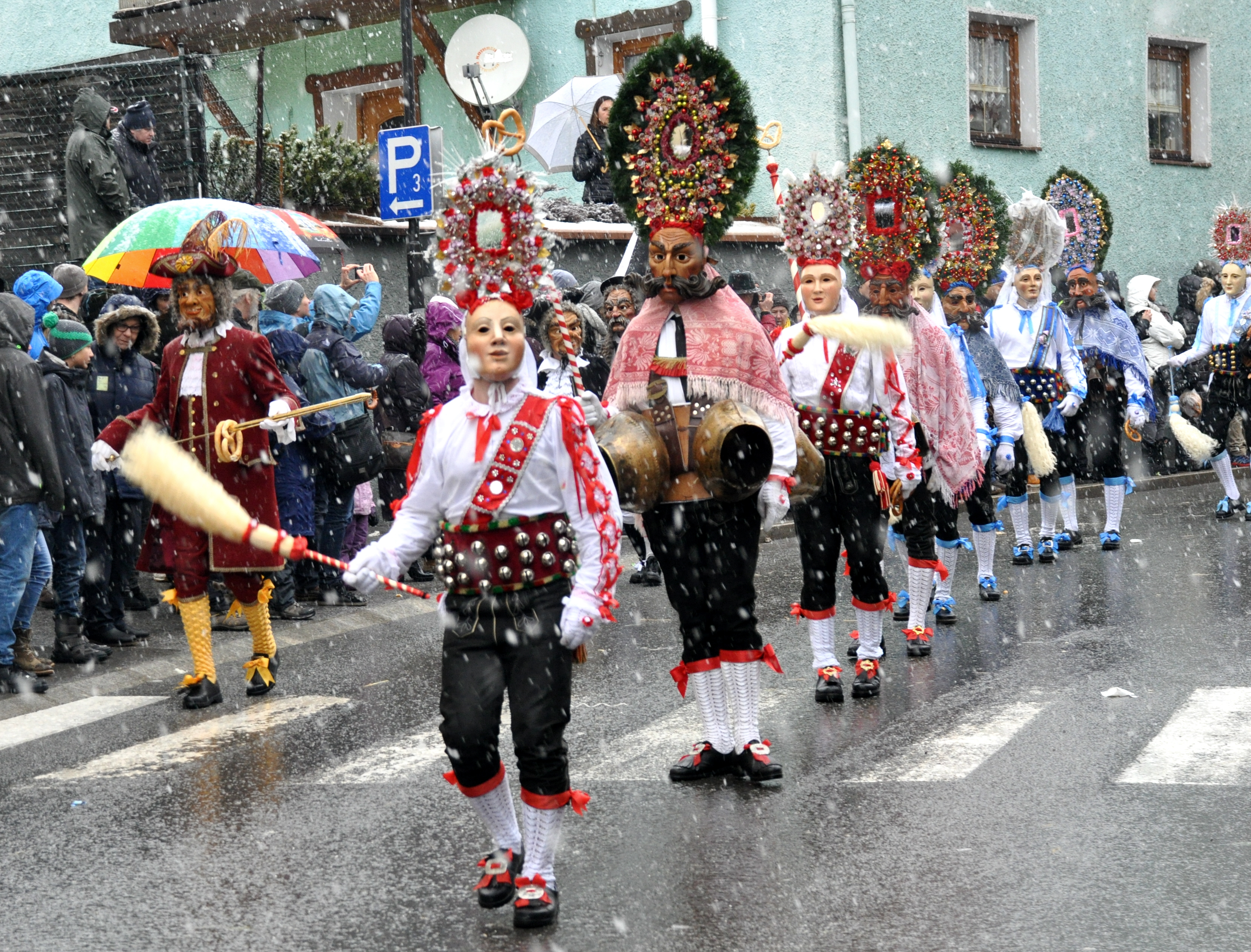
Farsang
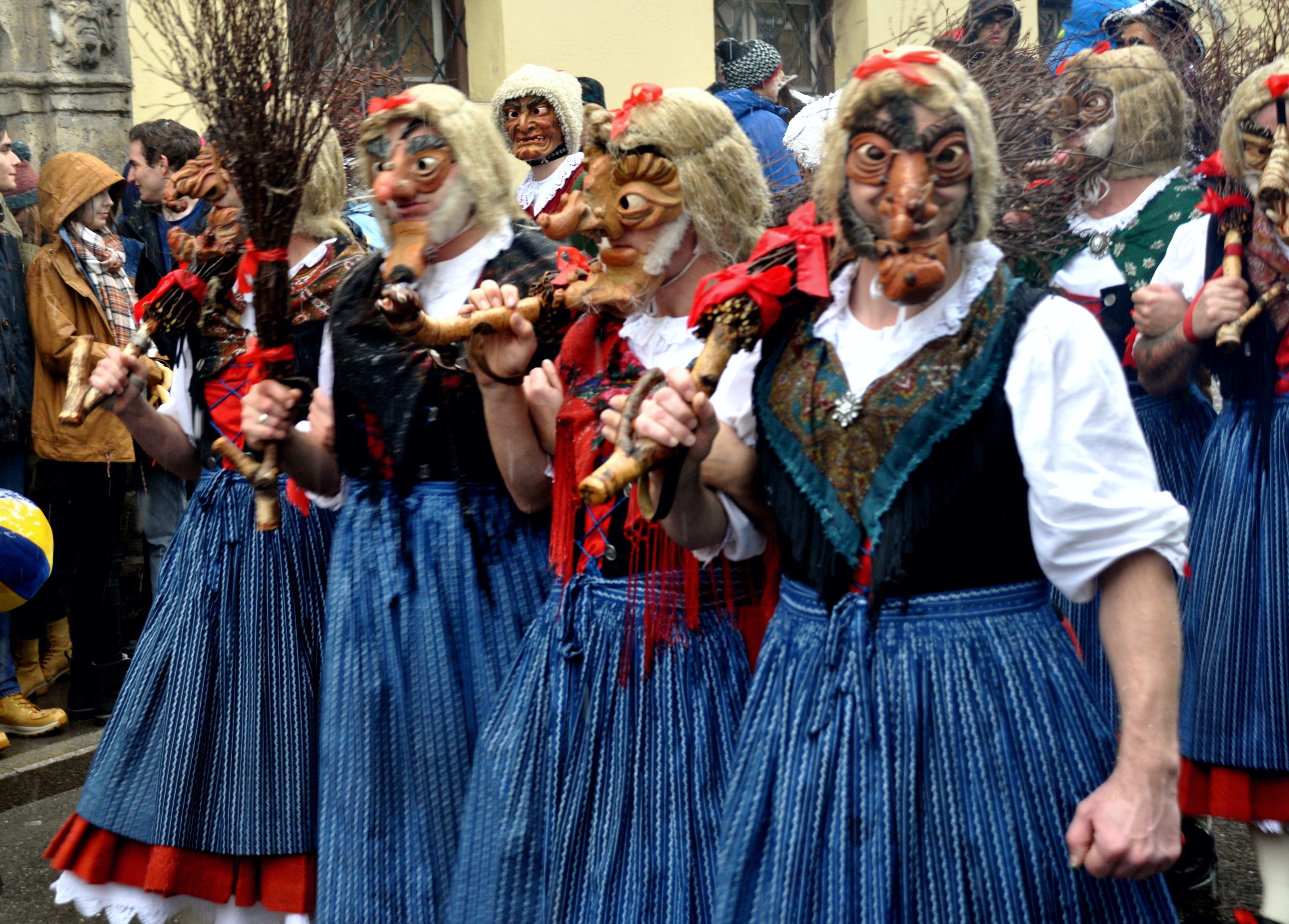
Farsangi felvonulás, részlet